# Versilia

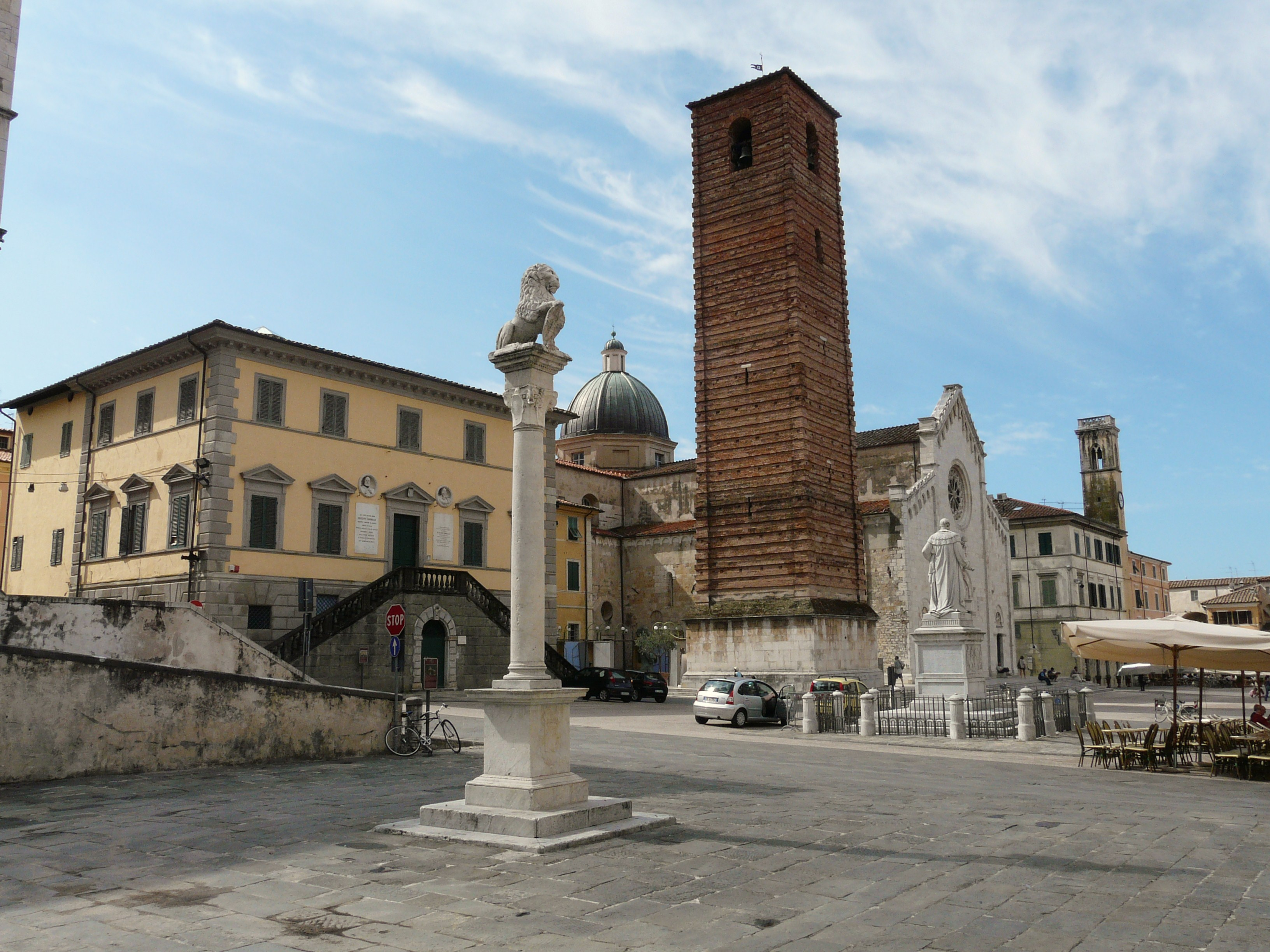
Piazza del Teatro, Pietrasanta, Capital Histórica

La Versilia es la zona al noroeste de la Toscana dentro de la Provincia de Lucca en Italia conocida históricamente como Fosse Papiriane por los romanos. Limita al norte con el río de Seravezza y al sur con el antiguo fuerte de Motrone, incluye los territorios de las ciudades Pietrasanta, Forte dei Marmi, Seravezza y Stazzema. 

## Geografía

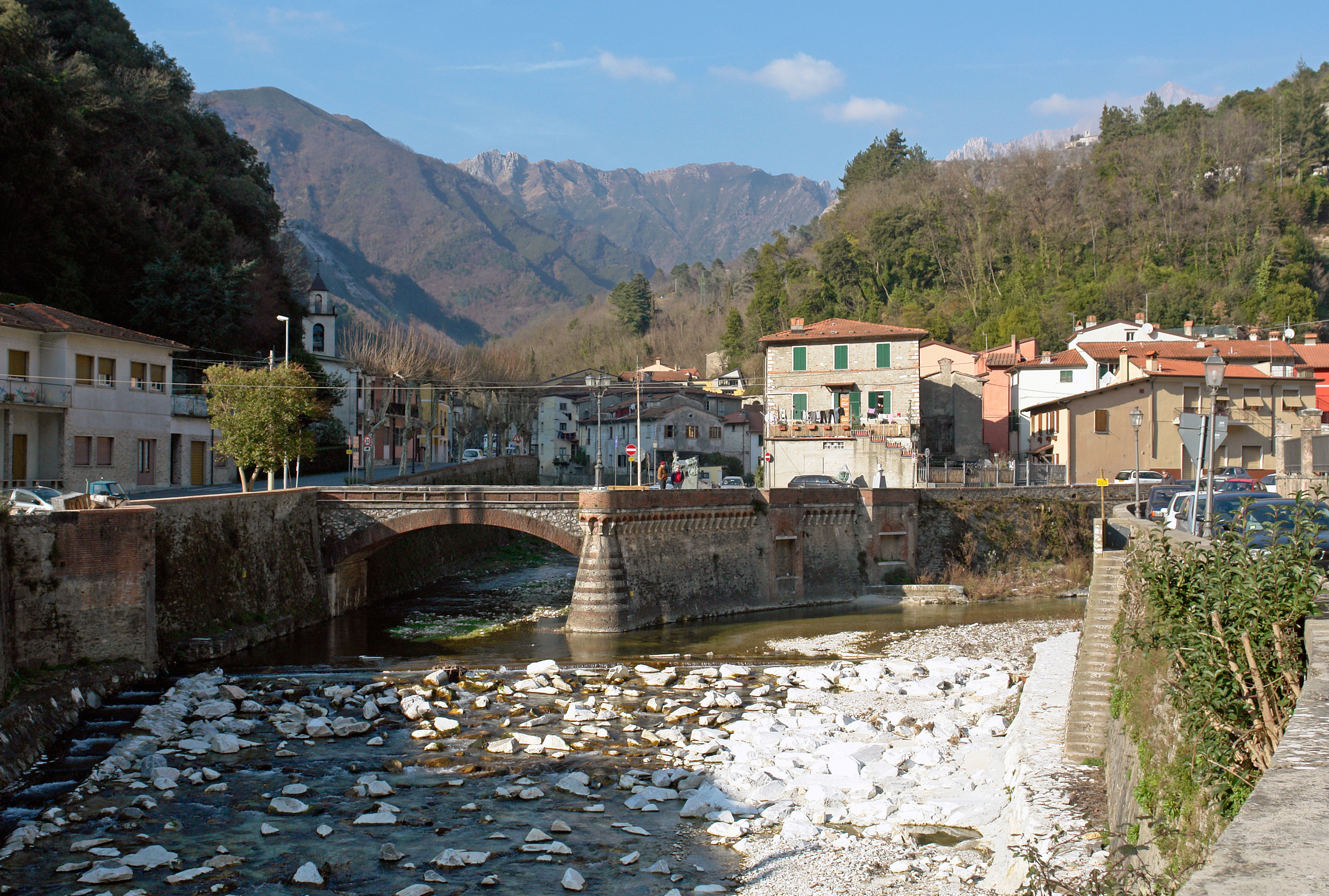
Rio Versilia

La Versilia es un área geográfica ubicada a lo largo de la costa toscana en el extremo noroeste de la provincia de Lucca, entre la cordillera de los Alpes Apuanos, y el Mar de liguria y corresponde a la zona de la cuenca del río homónimo y, por lo tanto, incluye sólo los cuatro municipios cruzados por el río Versilia y sus afluentes.
- Pietrasanta, que constituye la antigua capital de esta zona,
- Forte dei Marmi,
- Seravezza y
- Stazzema

Desde un punto de vista geográfico, la Versilia se extiende hacia el norte hasta la ciudad de Forte dei Marmi al final de Marina di Pietrasanta y coincide con lo que fue el Capitanato de Pietrasanta, que con el laudo del Papa León X, en 1513, se separó de los dominios Luccheses y se anexó a la República de Florencia. Desde entonces y hasta 1859, con el nombre de Capitanato (posterior Vicariato) de Pietrasanta, la Versilia "Medicea" representó una unidad territorial y administrativa específica dentro de la República de Florencia, el Ducado y finalmente el Gran Ducado de Toscana
De hecho, hasta finales de los años 20, la Versilia se concibió sólo como parte del enclave eclesiástico de la Arquidiócesis de Pisa. Luego las Compañías de Turismo comenzaron a denominar como pertenecientes a la Versilia los municipios de Viareggio, Camaiore e Massarosa
Dentro del territorio de la Versilia se erige el parque nacional Parco naturale regionale delle Alpi Apuane de 400 km².
En junio de 1996 ocurrió un gran aluvión, que causó 14 muertos en la localidad de Cardoso.

### Clima
El clima de la costa de Versilia es templado, pero en general, dada la posición cerca de los Alpes Apuanos, está fuertemente influenciado por las corrientes húmedas del Atlántico , que afecta a la sierra cercana probocando abundantes lluvias, concentradas en primavera y otoño. Durante el verano la humedad es muy alta, con valores entre 60 y 80%. Esto promueve la proliferación de mosquitos, en contraste con la recuperación de las marismas que se realiza al comienzo de la temporada.
| Parámetros climáticos promedio de Versilia | Parámetros climáticos promedio de Versilia | Parámetros climáticos promedio de Versilia | Parámetros climáticos promedio de Versilia | Parámetros climáticos promedio de Versilia | Parámetros climáticos promedio de Versilia | Parámetros climáticos promedio de Versilia | Parámetros climáticos promedio de Versilia | Parámetros climáticos promedio de Versilia | Parámetros climáticos promedio de Versilia | Parámetros climáticos promedio de Versilia | Parámetros climáticos promedio de Versilia | Parámetros climáticos promedio de Versilia | Parámetros climáticos promedio de Versilia |
| Mes                                        | Ene.                                       | Feb.                                       | Mar.                                       | Abr.                                       | May.                                       | Jun.                                       | Jul.                                       | Ago.                                       | Sep.                                       | Oct.                                       | Nov.                                       | Dic.                                       | Anual                                      |
| ------------------------------------------ | ------------------------------------------ | ------------------------------------------ | ------------------------------------------ | ------------------------------------------ | ------------------------------------------ | ------------------------------------------ | ------------------------------------------ | ------------------------------------------ | ------------------------------------------ | ------------------------------------------ | ------------------------------------------ | ------------------------------------------ | ------------------------------------------ |
| Temp. media (°C)                           | 12                                         | 13                                         | 17                                         | 21                                         | 24                                         | 27                                         | 28                                         | 28                                         | 26                                         | 22                                         | 17                                         | 13                                         | 20.7                                       |
| Precipitación total (mm)                   | 122                                        | 133                                        | 121                                        | 120                                        | 114                                        | 146                                        | 171                                        | 169                                        | 145                                        | 81                                         | 109                                        | 132                                        | 1563                                       |
| [cita requerida]                           |                                            |                                            |                                            |                                            |                                            |                                            |                                            |                                            |                                            |                                            |                                            |                                            |                                            |

## Turismo

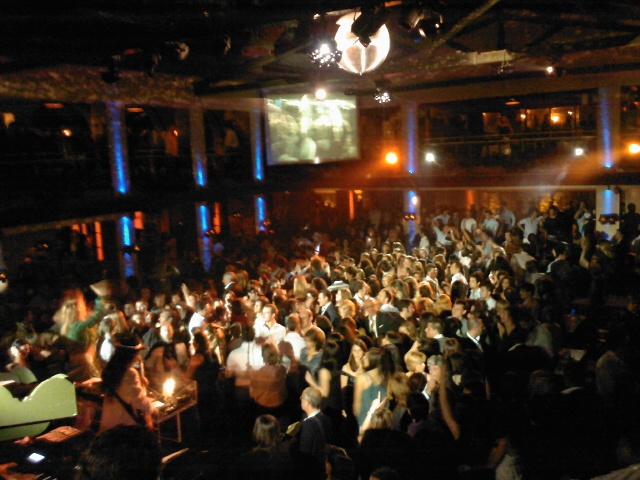
Capannina di Franceschi

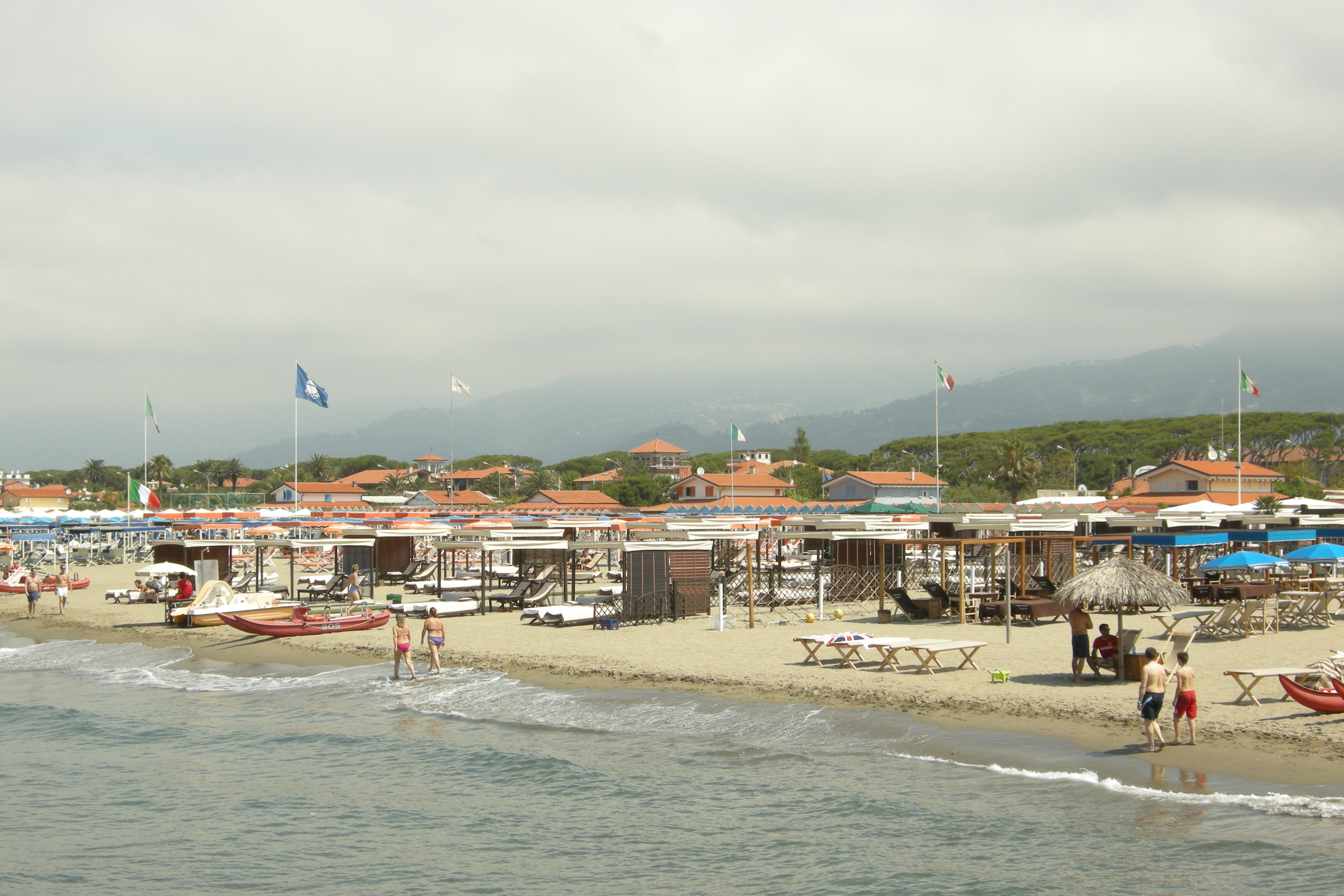
playa en Versilia

Las playas de la zona costera, a lo largo de la Riviera en la Versilia son muy populares debido a la amplitud de la costa, que ofrece un gran espacio de arena fina y dorada, donde se establecieron varios balnearios a lo largo de la costa y numerosos hoteles.
Son importantes también los locales nocturnos, destacando La Capannina di Franceschi: ubicada en Forte dei Marmi e inaugurada en 1929, fue una discoteca muy famosa durante los años 60 y 70 que permanece abierta en la actualidad.

## Residentes
El escritor Gabriele D'Annunzio fue uno de sus residentes más ilustres; su villa se encuentra en Pietrasanta, comunidad de artistas y celebridades internacionales. 